# Card de credit
1. Logoul băncii emitente
2. Chip
3. Hologramă
4. Numărul cardului de credit
5. Logoul tipului de card
6. Data de expirare a cardului
7. Numele proprietarului

1. Bandă magnetică
2. Banda cu semnătura proprietarului
3. Codul de securitate al cardului

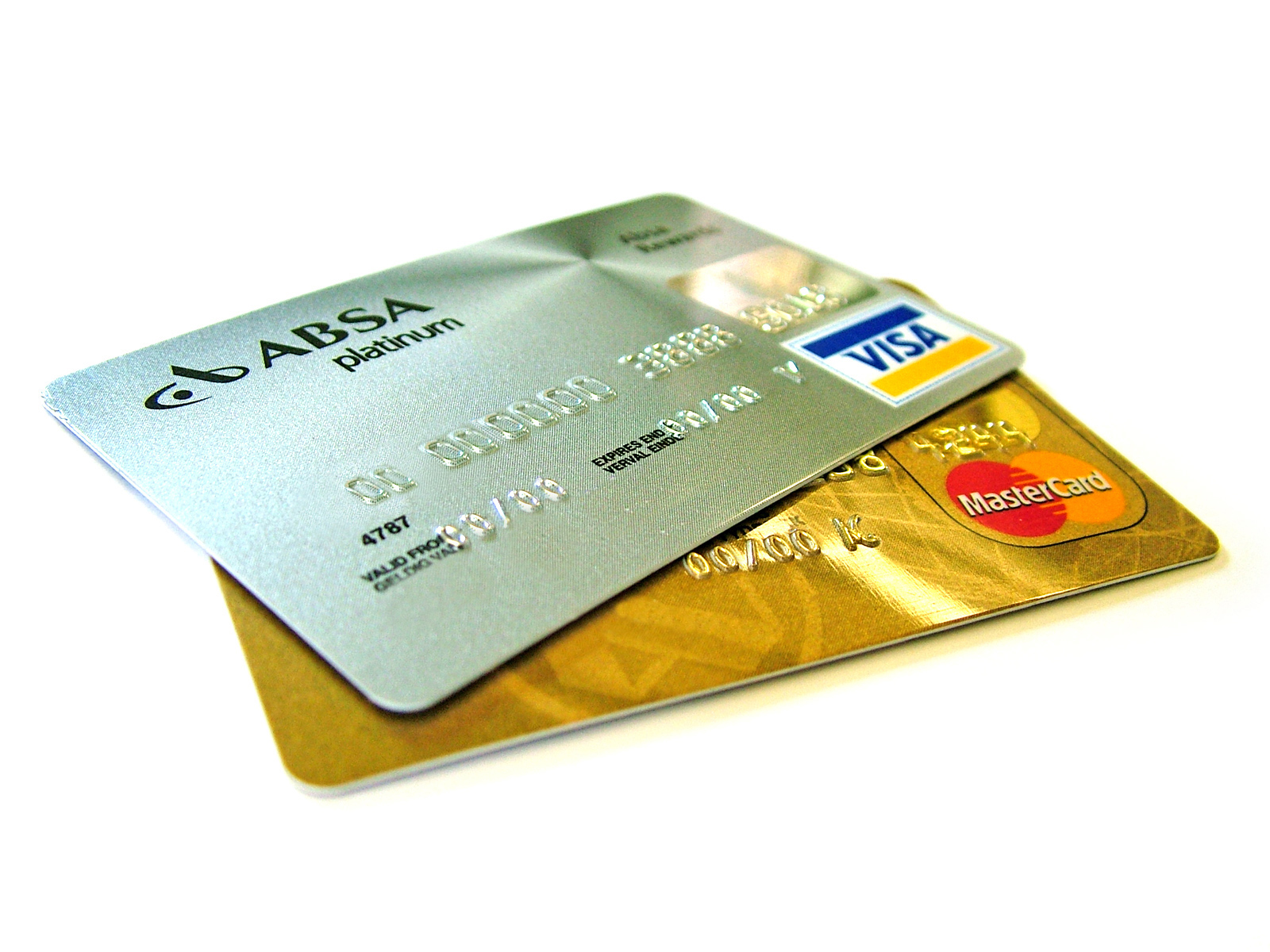
Carduri de credit

Exemplu tipic de față al unui card de credit:
- Logoul băncii emitente
- Chip
- Hologramă
- Numărul cardului de credit
- Logoul tipului de card
- Data de expirare a cardului
- Numele proprietarului

Exemplu tipic de spate al cardului de credit:
- Bandă magnetică
- Banda cu semnătura proprietarului
- Codul de securitate al cardului

Un card de credit (sau o carte de credit) este un card de plată (sau card bancar), a cărui denumire provine de la obiectul fizic utilizat, o cartelă dreptunghiulară de plastic. Este unul dintre cele mai la modă și mai utilizate produse bancare. Un card de credit este diferit de un card de debit prin faptul că nu se transferă sume de bani din contul utilizatorului la fiecare tranzacție efectuată. Prin folosirea cardului de credit, emitentul cardului îl împrumută pe titular cu o sumă de bani. Folosind cardul de credit, titularul nu este obligat să achite datoria acumulată imediat, el poate amâna plata acestei datorii pentru mai târziu, cu costul plății unei dobânzi pentru banii datorați. Majoritatea cardurilor de credit au aceeași formă și dimensiune, conforme cu specificațiile standardului ISO 7810, adică 85,60 × 53,98 mm (33/8 × 21/8 țoli).

## Formatul numărului de carduri de credit
Un număr de card de credit (sau alt card bancar) este un cod numeric pe partea frontală a cardului. Adesea, este convex (gravat) pe card pentru posibilitatea de a scoate amprenta (alunecarea) cardului. Numărul cardului conține informații utile - codul băncii care a emis cardul, codul sistemului de plăți, regiunea de emisie, codul de control sunt criptate. Numerele cardurilor de credit din Republica Moldova , de regulă constau din 16 cifre, dar există numere de 13 și 19 cifre. Numerele de 19 cifre sunt de obicei atribuite cardurilor suplimentare emise în cadrul unui cont de client, numere de 13 cifre pot fi văzute pe carduri vechi de plastic emise mai devreme.
Formatul numărului unei cărți de credit este determinat de standardul internațional ISO 7812. Potrivit acestuia, primele șase cifre sunt numărul de identificare bancară (BIN). Acesta din urmă este calculat pe baza celor precedente de algoritmul Lunii.

## Cum funcționează cardurile de credit
Cardul de credit sau cardul de cumpărături, cum mai este cunoscut, este alimentat de către bancă, punând la dispoziția posesorului de card o limită de credit. Pentru valoarea utilizată din limita de credit, titularul cardului are obligația de a rambursa la scadență o suma minimă, reprezentând un procent din suma folosită cât și dobânda aferentă, conform condițiilor prevăzute în contractul de card de credit. Cardul de credit este reîncărcabil, datorită faptului că sumele rambursate pot fi reutilizate ulterior rambursării.

## Alternative
Ideea de a înlocui cardurile de credit cu implanturi de micro chip există cel puțin din 2004,fiind reiterată în 2014 și 2015.
În anul 2016, Mastercard a debutat cu o brățară „inteligentă“ iar Visa a avut la Jocurile Olimpice de la Rio un inel.

## În România
În anul 2014, existau 14,1 milioane de carduri valabile aflate în posesia românilor, însă doar 10,6 milioane erau cu adevărat folosite.

## Vezi și
- American Express
- Bancomat
- MasterCard
- VISA